# Borys Aleksandrov
De Borys Aleksandrov was als A962 Belgica van 1984 tot 2021 een onderzoeksschip van de Belgische regering, bemand door de Belgische Koninklijke Marine. Het schip was geregistreerd onder A962 en had als thuishaven de Marinebasis Zeebrugge. In 2021 werd de Belgica geschonken aan Oekraïne in het kader van de EMBLAS-missie van de EU en de UNDP. Het schip vertrok op 16 september naar Odessa om van daaruit de kwaliteit van de Zwarte Zee te monitoren.

## Geschiedenis
Het beheer van de Belgica en haar wetenschappelijke uitrusting, evenals de organisatie en planning van de wetenschappelijke zeereizen, werden door de Beheerseenheid van het Mathematisch Model van de Noordzee en het Schelde-estuarium, kortweg BMM, uitgevoerd.
Het schip, gedoopt in 1984 door Koningin Fabiola, is 50,9 meter lang, 10 meter breed en 5,7 meter hoog. Het weegt netto 232 ton, en volledig bemand en geladen 765 ton.
Het hoofddoel van het schip was om de Noordzee fauna en flora in het oog te houden door allerlei gegevens (biologisch, chemisch, fysisch, geologisch en hydrodynamisch) te verzamelen. Het schip opereerde als een volledig uitgerust laboratorium en werkte samen met Belgische universiteiten en andere wetenschappelijke instituten.
Een van de veelvuldige gebruikers van de Belgica was het ILVO-Visserij van het Ministerie van de Vlaamse Gemeenschap, die het schip inzette voor het doen van stockramingen van commerciële vissoorten, het monitoren van menselijke verstoringen van het mariene milieu en het uittesten van technische innovaties in verband met boomkorvisserij.
Het schip had ook een belangrijke taak om bij olievlekken de omgeving te onderzoeken.

## Opvolger
In 2017 werd besloten een nieuw oceanografisch onderzoeksschip, ook Belgica genaamd, te bouwen. De bouw, die op 8 juni 2018 van start ging in de Spaanse scheepswerf Freire Shipyard, zou 28 maanden duren en circa 54 miljoen euro kosten.